# Egentlige Østersø
Egentlige Østersø, (svensk: Egentliga Östersjön) et ét af de fire hovedområder, som Sveriges meteorologiska och hydrologiska institut (SMHI) i Norrköping opdeler Østersøen i. 
De fire hovedområder er: 
- Egentlige Østersø (Egentliga Östersjön)
- Den Botniske Bugt med Skærgårdshavet og Ålandshavet
- Den Finske Bugt
- Rigabugten

SMHI sætter Østersøens nordlige vestgrænse ved de danske broer. Dvs. at Østersøen slutter ved Lillebæltsbroen, Storebæltsbroen og Øresundsforbindelsen. 
I Danmark plejer man ikke at regne Sundet og Bælterne med til Østersøen. Dvs. at Østersøen begrænses mod Øresund af en linje mellem Falsterbo Pynt og Stevns Fyr, mod Storebælt af en linje mellem Kappel Kirke på Lolland og Gulstav (Magleby Sogn) på Langeland, og mod Lillebælt af en linje mellem Vejsnæs Nakke (ved den nedrevne Sankt Alberts Kirke) på Ærø og Pøls Huk på Als.